# Under the Skin (1997)
Under the Skin ist ein britisches Filmdrama aus dem Jahr 1997. Regie führte Carine Adler, die auch das Drehbuch schrieb.

## Handlung
Rose Kelly ist verheiratet und schwanger. Sie hat eine jüngere Schwester, Iris; ihr Vater zog einige Jahre zuvor nach Australien. Die Mutter der beiden Frauen stirbt, was sie in eine Krise stürzt. Iris gibt sich sexuellen Abenteuern mit dem irischstämmigen Tom her, den sie in einem Kino kennenlernt. Die Beziehung der beiden Schwestern wird enger.

## Kritiken
James Berardinelli schrieb auf ReelViews, Morton mache den gespielten Charakter real. Ihre Leinwandpräsenz zwinge den Zuschauer, Iris als lebendiges Wesen zu akzeptieren.
Die Zeitschrift Cinema schrieb, „der Film [wirke] durch seine Varianten der an sich gleichen Szenen auf die Dauer etwas eindimensional“.

## Auszeichnungen
Carine Adler erhielt im Jahr 1997 den Internationalen Kritikerpreis (FIPRESCI-Preis) des Toronto International Film Festivals und einen Preis des Edinburgh International Film Festivals. Sie wurde 1997 für den Grand Prix Asturias des Gijón International Film Festivals nominiert, auf dem Samantha Morton als Beste Darstellerin ausgezeichnet wurde.
Adler und Morton erhielten im Jahr 1998 jeweils einen Boston Society of Film Critics Award und wurden beide für den British Independent Film Award nominiert. Carine Adler erhielt 1998 eine Auszeichnung des Seattle International Film Festivals.

## Hintergründe
Die Produktionskosten betrugen schätzungsweise eine Million US-Dollar. Die Weltpremiere fand am 29. August 1997 auf den Internationalen Filmfestspielen von Venedig statt. Am 10. September 1997 wurde der Film auf dem Toronto International Film Festival gezeigt, dem einige weitere Filmfestivals folgten. In die deutschen Kinos kam der Film am 10. Dezember 1998.